# 267 Tirza
267 Tirza este un asteroid din centura principală, fiind prima descoperire de asteroizi a astronomului francez Auguste Charlois, în 1887, la Observatorul din Nisa.

## Caracteristici
Asteroidul 267 Tirza are diametrul de circa 52,68 km, prezintă o orbită caracterizată de o semiaxă majoră egală cu 2,7739354 UA și de o excentricitate de 0,1028939, înclinată cu 6,01245° în raport cu ecliptica. Perioada orbitală a asteroidului este de 1.686,33 de zile (4,62 de ani). Tirza are o viteză orbitală medie de 17,88721584 km/s.

## Denumirea asteroidului
Asteroidul 267 Tirza poartă numele unei cetăți citate în Cântarea Cântărilor, Tirza, prezentă în traducerile românești sub forma Tirța.